# Rumänskspråkiga Wikipedia
Rumänkspråkiga Wikipedia är den upplagan av Wikipedia som är skriven på rumänska. Den startade i juli 2003 och hade i november 2009 över 133 000 artiklar, vilket då gjorde den till den 16:e största Wikipediaupplagan. Upplagan hade vid samma tidpunkt över 116 000 registrerade användare.
I augusti 2019 passerade den rumänskspråkiga Wikipedian 400 000 artiklar och var då den 28:e största. Den har för närvarande 511 648 artiklar.